# تيد دبليو. لوسون
تيد دبليو. لوسون (بالإنجليزية: Ted W. Lawson)‏ هو عسكري أمريكي، ولد في 7 مارس 1917 في فريسنو في الولايات المتحدة، وتوفي في 19 يناير 1992 في تشيكو في الولايات المتحدة.

## وصلات خارجية
- تيد دبليو. لوسون على موقع IMDb (الإنجليزية)
- تيد دبليو. لوسون على موقع قاعدة بيانات الفيلم (الإنجليزية)